# スカーレット・ピンパーネル
『スカーレット・ピンパーネル』は、ミュージカル作品。原作はバロネス・オルツィの小説『紅はこべ』（原題：The Scarlet Pimpernel）。
1997年にブロードウェイで初演された。登場人物などの設定は原作に近いが、ストーリーはかなり異なり、マルグリートが手紙を盗み見るところの他は、ほとんどの場面が原作には全くない場面で構成されている。マルグリートとショーヴランは元恋人で、アルマンはマルグリートの弟になり、アルマンの恋人はサン・シール侯爵令嬢ではない。
脚本・作詞はナン・ナイトン、作曲はフランク・ワイルドホーン。
イギリスでは映画やTVシリーズとして何度か映像化されている。
日本では、 フランク・ワイルドホーン作曲のブロードウェイ・ミュージカルを元に、小池修一郎が潤色・演出を担当し、宝塚歌劇団で上演された。2008年、第16回読売演劇大賞優秀作品賞、第34回菊田一夫演劇大賞を受賞。
なお、タイトルは英語表記（THE SCARLET PIMPERNEL）と片仮名表記を併記する。

## 上演記録

### オリジナル公演
ブロードウェイ初演
- 1997年11月 - 1998年10月にミンスコフ劇場で上演。

ブロードウェイ再演
- 1998年10月 - 1999年5月にミンスコフ劇場で上演。

ブロードウェイ再々演
- 1999年9月 - 2000年1月、ニール・サイモン劇場で上演。

アメリカナショナルツアー
- 2000年2月 - 2001年4月で上演。

### 日本での上演

#### 宝塚歌劇団での上演
2008年 星組（宝塚での初演）
- 2008年6月20日 - 10月5日に宝塚大劇場と東京宝塚劇場にて上演された。安蘭けい・遠野あすかの大劇場公演3作品目となる。
- 脚色・演出は小池修一郎が担当。以降の宝塚版も担当している。
- 宝塚での劇中歌「ひとかけらの勇気」は、作曲担当のフランク・ワイルドホーンが、宝塚歌劇で初演するにあたり書き下ろした楽曲であるが、実はSKY STAGEの番組「NOW ON STAGE」の座談会にて、安蘭の歌声を聞いて安蘭のために書き下ろした楽曲であるとエピソードが披露されている。

2010年 月組
- 2010年4月16日 - 7月4日に宝塚大劇場と東京宝塚劇場にて上演された。
- 霧矢大夢・蒼乃夕妃のトップコンビの大劇場お披露目公演となる。
- タカラヅカ レビューシネマの第3弾として、2010年10月に先行上映、2011年1月から全国で上映。
- 映画版の配役は、ショーヴラン役が明日海りお、アルマン役が龍真咲。

2017年 星組
- 2017年3月10 - 6月11日に宝塚大劇場と東京宝塚劇場にて上演。
- 紅ゆずる・綺咲愛里のトップコンビ大劇場お披露目公演となる。

#### その他の日本での上演
2016年
- 2016年10月から11月に赤坂ACTシアター、梅田芸術劇場メインホール、東京国際フォーラムで上演。
- 宝塚歌劇団以外での上演はこれが初となる。
- 演出はガブリエル・バリーが担当し、ブロードウェイ版に近い演出で上演。
- 日本初演でパーシーを演じた安蘭けいが、ヒロインのマルグリットを演じた。
- 本作向けにワイルドホーンが新曲を書きおろし、宝塚版のみのナンバーだった「ひとかけらの勇気」を「A Peace Of Courage」として追加。

2017年
- 2017年11月から12月に梅田芸術劇場メインホール、赤坂ACTシアターにて上演。

## 主な登場人物
パーシー・ブレイクニー
イギリスの洒落者の貴族だが、実は「スカーレット・ピンパーネル」のリーダー。
マルグリット・サン・ジュスト
パーシーの妻。コメディ・フランセーズの花形女優だったが、パーシーとの結婚のため引退し、イギリスに渡った。
ショーヴラン
フランス革命政府の公安委員で、革命政府全権大使。
ロベスピエール
フランス革命政府のトップで、ジャコバン派の指導者。
アルマン・サン・ジュスト
マルグリットの弟、のちに「スカーレット・ピンパーネル」の一員になる。
マリー・グロショルツ
アルマンの恋人で衣装・鬘デザイナー。
アントニー・デュハースト
イギリス貴族。「スカーレット・ピンパーネル」の一員でパーシーの片腕的存在。
アンドリュー・フォークス
イギリス貴族。「スカーレット・ピンパーネル」の一員。
シュザンヌ
フランス亡命貴族の娘で、マルグリットの友人。フォークスと恋仲になる。
プリンス・オブ・ウェールズ
イギリス王太子で、パーシーの友人。ショーヴランらを歓迎する舞踏会を開催する。
史実での当時のプリンス・オブ・ウェールズは、ジョージ・オーガスタス・フレデリック（後のジョージ4世）である。
ルイ・シャルル
ルイ16世とマリー・アントワネットの第2王子で、フランス王太子。革命勃発後に家族と引き離され、「フランス共和国市民」として靴屋の夫婦に育てられている。

## あらすじ
フランス革命の最中の1794年を舞台とする。ロベスピエールを指導者とするジャコバン党の革命政府と公安委員会は、無実の罪の貴族達を反革命の罪で次々に逮捕し、ギロチンによって処刑していた。このような中、無実の貴族達を見事に救い出す謎の集団「スカーレット・ピンパーネル」（紅はこべ）がパリの街中を騒がせていた。
スカーレット・ピンパーネルは、王太子ルイ・シャルルの救出を目的として動き出す一方、革命政府全権大使のショーヴランは、スカーレットピンパーネルの正体を暴き、その壊滅を目論んでいた。物語は、スカーレットピンパーネルのリーダーのパーシー･ブレークニーを中心に、パーシーの妻マルグリット、そしてショーヴランの3人の愛情と疑念、そして憎しみを描きながら、展開していく。

## 楽曲
- 物語のように(Storybook)
- マダム・ギロチン(Madame Guillotine)
- あなたこそ我が家(You Are My Home)
- 祈り(Prayer)
- 炎の中へ(Into the Fire)
- 鷹のように(Falcon in the Dive)
- スカーレット・ピンパーネル(The Scarlet Pimpernel)
- あなたを見つめると(When I Look at You)
- 君はどこに(Where's the Girl)
- 男とお洒落(The Creation of Man)
- 忘れましょう(I Will Forget You)
- 謎解きのゲーム(The Riddle)
- ここでも、そこでも(They Seek Him Here)
- 目の前の君(She Was There)
- ひとかけらの勇気（A Peace Of Courage） ※ 2016年版より追加 [4]

宝塚版のみ
- 愛の絆
- 栄光の日々

オリジナル版のみ
- Believe
- Vivez!
- Marguerite's Dilemma
- Only Love
- Lullaby

- ブロードウェイミュージカルでは、CDやダウンロード販売、サブスクリプション配信など。
- 宝塚歌劇では、主題歌CD、公演実況CD、ダウンロード販売（曲目部分）などがある。

## 主な配役

### 日本版キャスト
|                              | 2008年星組 | 2010年月組         | 2017年星組 |
| ---------------------------- | ---------- | ------------------ | ---------- |
| パーシー・ブレイクニー       | 安蘭けい   | 霧矢大夢           | 紅ゆずる   |
| マルグリット・サン・ジュスト | 遠野あすか | 蒼乃夕妃           | 綺咲愛里   |
| ショーヴラン                 | 柚希礼音   | 龍真咲／明日海りお | 礼真琴     |
| アントニー・デュハースト     | 立樹遥     | 青樹泉             | 壱城あずさ |
| アンドリュー・フォークス     | 涼紫央     | 星条海斗           | 天寿光希   |
| アルマン・サン・ジュスト     | 和涼華     | 明日海りお／龍真咲 | 瀬央ゆりあ |
| マリー・グロショルツ         | 夢咲ねね   | 憧花ゆりの         | 有沙瞳     |
| シュザンヌ                   | 琴まりえ   | 彩星りおん         | 夢妃杏瑠   |
| ロベスピエール               | にしき愛   | 越乃リュウ         | 七海ひろき |
| プリンス・オブ・ウェールズ   | 英真なおき | 桐生園加           | 英真なおき |
| ルイ・シャルル               | 水瀬千秋   | 愛希れいか         | 星蘭ひとみ |

|                              | 2008年星組 | 2010年月組 | 2017年星組 |
| ---------------------------- | ---------- | ---------- | ---------- |
| パーシー・ブレイクニー       | 紅ゆずる   | 珠城りょう | 天華えま   |
| マルグリット・サン・ジュスト | 蒼乃夕妃   | 彩星りおん | 有沙瞳     |
| ショーヴラン                 | 麻尋しゅん | 紫門ゆりや | 遥斗勇帆   |
| アントニー・デュハースト     | 美弥るりか | 鳳月杏     | 桃堂純     |
| アンドリュー・フォークス     | 天寿光希   | 貴千碧     | 夕渚りょう |
| アルマン・サン・ジュスト     | 真風涼帆   | 煌月爽矢   | 極美慎     |
| マリー・グロショルツ         | 稀鳥まりや | 花陽みら   | 小桜ほのか |
| シュザンヌ                   | 妃咲せあら | 咲希あかね | 天彩峰里   |
| ロベスピエール               | 碧海りま   | 宇月颯     | 綾凰華     |
| プリンス・オブ・ウェールズ   | 壱城あずさ | 響れおな   | 颯香凜     |
| ルイ・シャルル               | 華雅りりか | 晴音アキ   | 澄華あまね |

|                              | 2016年            | 2017年     |
| ---------------------------- | ----------------- | ---------- |
| パーシー・ブレイクニー       | 石丸幹二          | 石丸幹二   |
| マルグリット・サン・ジュスト | 安蘭けい          | 安蘭けい   |
| ショーヴラン                 | 石井一孝          | 石井一孝   |
| ロベスピエール               | 平方元基 佐藤隆紀 | 上原理生   |
| アルマン・サン・ジュスト     | 矢崎広            | 松下洸平   |
| デュハースト                 | 上口耕平          | 泉見洋平   |
| ベン                         | 相葉裕樹          | 久保田秀敏 |
| ファーレイ                   | 植原卓也          | 藤田玲     |
| エルトン                     | 太田基裕          | 多和田秀弥 |
| オジー                       | 駒木根隆介        | 久保貫太郎 |
| ハル                         | 廣瀬智紀          | 東啓介     |
| マリー・グロショルツ         | 則松亜海          | 則松亜海   |

## 受賞

### オリジナル版
| 年     | 賞                       | 部門                   | 対象                     | 結果       |
| ------ | ------------------------ | ---------------------- | ------------------------ | ---------- |
| 1998年 | トニー賞                 | ミュージカル作品賞     |                          | ノミネート |
| 1998年 | トニー賞                 | ミュージカル主演男優賞 | ダグラス・シルズ         | ノミネート |
| 1998年 | トニー賞                 | ミュージカル脚本賞     | ナン・ナイトン           | ノミネート |
| 1998年 | ドラマ・デスク・アワード | 主演男優賞             | ダグラス・シルズ         | ノミネート |
| 1998年 | ドラマ・デスク・アワード | 作曲賞                 | フランク・ワイルドホーン | ノミネート |

### 日本版
- 第16回読売演劇大賞優秀作品賞（2008年）
- 第34回菊田一夫演劇大賞（2008年） - スタッフ・出演者一同に対して表彰